# Tresnuraghes
Tresnuraghes (sardinsky: Tresnuràghes) je italská obec (comune) v provincii Oristano v regionu Sardinie. Nachází se ve výšce 257 metrů nad mořem a má přibližně 1 000 obyvatel. Rozloha obce je 31,58 km².